# Cornus asperifolia
Cornus asperifolia — вид квіткових рослин із родини деренових (Cornaceae). Поширений у південно-східній частині Сполучених Штатів. Це кущ до 4 метрів заввишки; листки волосаті; пелюстки білі; кістянки синюваті.

## Морфологічна характеристика
Це кущ до 4 метрів заввишки; наявні кореневища. Стебла поодинокі; кора сіра, розпадається на дрібні пластинки. Гілочки від зелених до бронзових, часто з бордовим відтінком, густо запушені. Листкова ніжка 2–7 мм; листкова пластинка від еліптичної до яйцюватої форми, 3–8.5 × 2–4 см, вершина гостра, абаксіальна поверхня (низ) блідо-зелена, волоски прямі, закручені, білі, адаксіальна поверхня темно-зелена, волосата. Суцвіття пірамідальні, 2–5 см у діаметрі. Квітки: гіпантій густо притиснуто-запушений; чашолистки 0.2–0.8 мм; пелюстки білі, 1.7–2.4 мм. Кістянки від синього до білувато-блакитного, кулясті, 4–7 мм у діаметрі; кісточка куляста, 3–5 мм, гладка чи злегка борозенчаста, верхівка закруглена.

## Середовище проживання
Південний схід США [Алабама, Флорида, Джорджія, Міссісіпі, Північна Кароліна, Південна Кароліна]. Населяє відслонення мергелю або вапняку, окрайці боліт; на висотах 0–100 метрів.

## Використання
Рослину іноді збирають з дикої природи для місцевого використання її деревини. Його можна використовувати в полезахисних насадженнях і для стабілізації ґрунту. Іноді його вирощують як декоративну рослину.

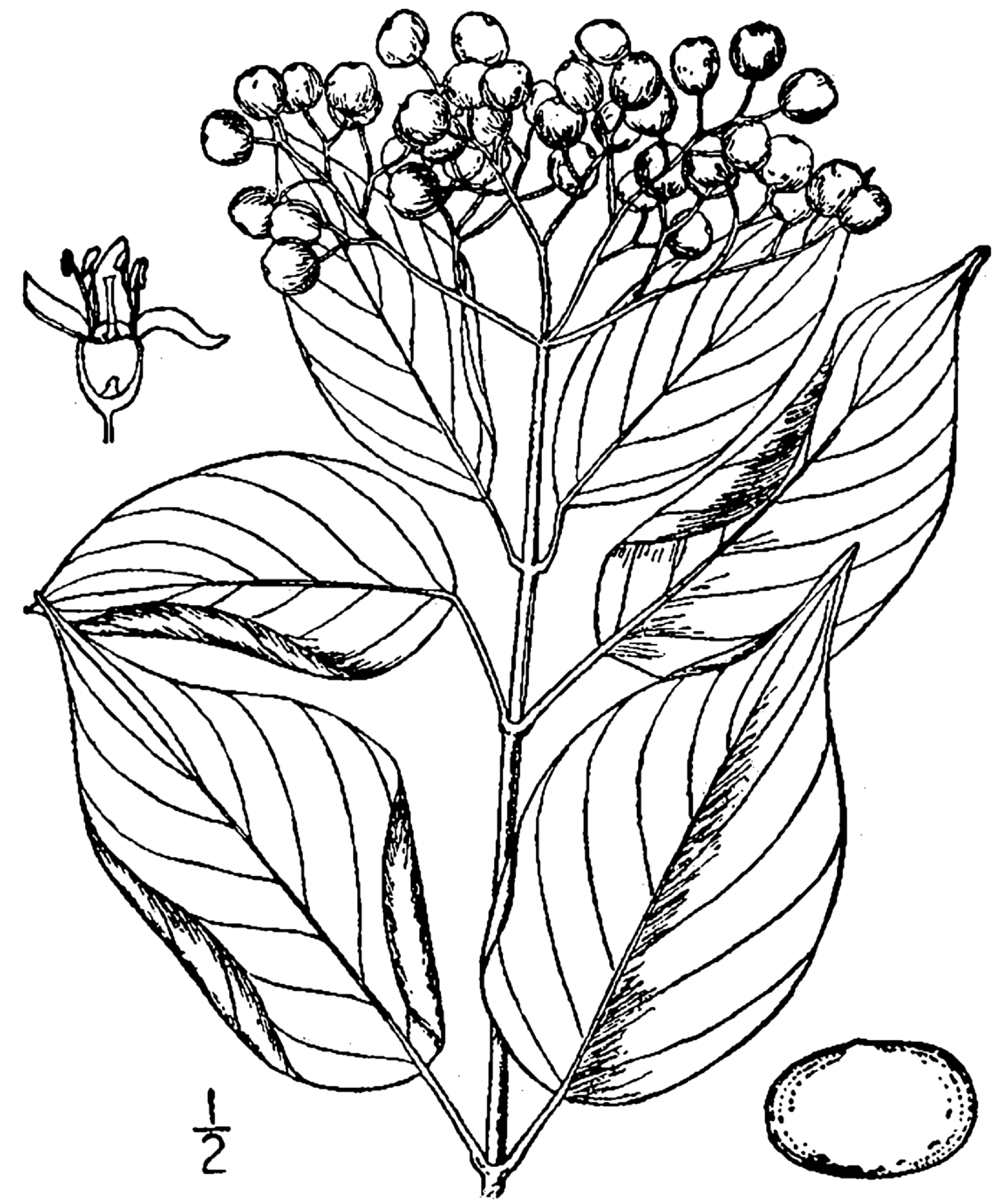